# Babraham

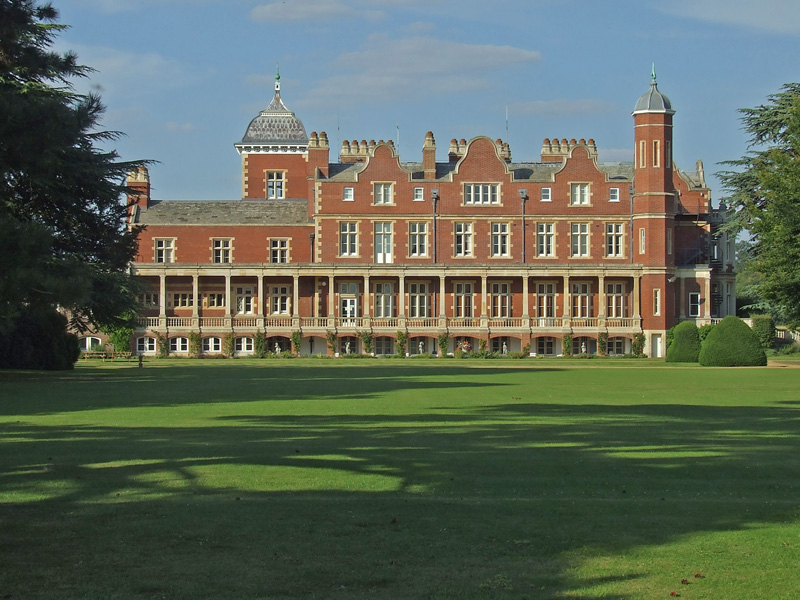
Babraham Institute

Babraham ist ein Dorf in South Cambridgeshire, England, etwa sechs Meilen südöstlich von Cambridge. Am Dorfrand liegt das Babraham Institute, in dem Zellbiologie und Molekularbiologie erforscht werden. Die Gemeinde Babraham umfasst eine Fläche von 9,66 km² in ungefähr rechteckiger Form.

## Geschichte
An der Grenze mit Stapleford wurden Spuren einer römischen Villa gefunden.
Im Domesday Book von 1086 wurde der Name des Dorfes als Badburgham gelistet, was „Gehöft oder Dorf von einer Frau namens Beaduburh“ bedeutet. Möglicherweise wurde der Ort verlegt, weil die Kirche 400 Meter vom heutigen Dorf entfernt ist. Babraham war wegen seines Wollhandels im Mittelalter vergleichsweise wohlhabend.
John Hullier war Vikar der Pfarrei Babraham aus dem Jahr 1549, bis ihm diese im Februar 1556 entzogen wurde. Am 16. April 1556 wurde er auf dem Scheiterhaufen auf Jesus Green, Cambridge verbrannt, weil er sich weigerte, dem protestantischen Glauben abzuschwören.
Im späten 17. Jahrhundert war das Herrenhaus Sitz des Sir Horatio Pallavicino (1540–1600), eines aus Genua stammenden erfolgreichen Händlers und Finanziers. Zwischen 1632 und dem 19. Jahrhundert besaß die Familie Bennet und später die Familie Adeane dort ein Landgut. Letztere ließ darauf 1833 von Henry John Adeane Babraham Hall bauen.
Der Antiquar William Cole (1714–1782) lebte als Kind in Babraham, als sein Vater der Verwalter von den Eigentümern der Babraham Hall war. Im 19. Jahrhundert war Babraham die Heimat von Jonas Webb, einem bekannten Viehzüchter, der eine entscheidende Rolle bei der Züchtung der Southdown-Schafe gespielt hat.

## Kirche

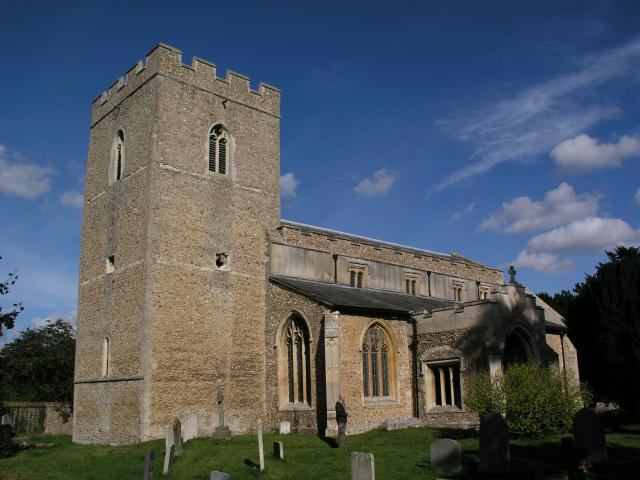
Pfarrkirche St Peter

Es gab wahrscheinlich bereits zur Zeit der normannischen Eroberung Englands eine Kirche im Dorf, obwohl die ersten offiziellen Aufzeichnungen aus dem späten 12. Jahrhundert stammen. Die heutige Pfarrkirche St. Peter aus dem 12. Jahrhundert besteht aus einem Chor, einer dreischiffigen Langhaus und einem Westturm. Der Chor und unteren Teil des Turmes stammen aus dem 13. Jahrhundert, obwohl es Hinweise auf ein früheres Gebäude gibt. Das Kirchenschiff wurde im 15. Jahrhundert wieder aufgebaut.

## Dorfleben

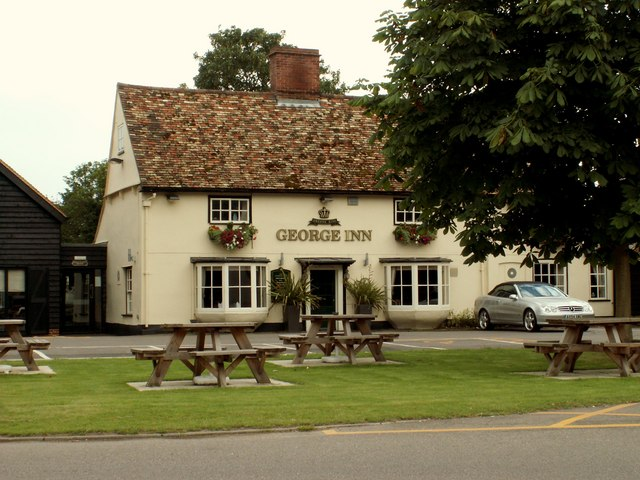
'George Inn'

Im Dorf gibt es die Grundschule mit dem Namen Babraham Primary School, die im Jahr 1959 gegründet wurde. Es gibt einen Pub, dem George Inn, der als Gasthaus bereits im Jahre 1488 existierte und um 1600 umgebaut wurde. Das Cricket-Team des Dorfes gewann 2008 die Cambridgeshire Cricket Association Senior League.

## Babraham in der Literatur
Der Roman Doctor Dido von F. L. Lucas (Cassell, London, 1938) spielt in der Zeit von 1793 bis 1812 in Babraham und seiner Umgebung. Mit vielen lokalen und historischen Details erzählt er die Geschichte von Samuel Plampin, einem Doktor der Theologie in Cambridge und Pfarrer von St. Peter in Babraham, der eine junge Französin als seine Haushälterin ins Pfarrhaus bringt, die 1793 der Terrorherrschaft der Französischen Revolution nach Cambridge entflohen war.
Evelyn Barnards Buch The Brothers Are Walking spielt außerdem in Babraham.

## Top Gear
Die BBC-Auto-Show Top Gear filmte 2008 die Alfa-Romeo-Wettfahrt in Babraham, wobei die Top-Gear-Moderatoren Jeremy Clarkson, Richard Hammond und James May ihre Wagen auf dem kleinen Parkplatz neben dem The George Inn parkten.